# IC 1717
IC 1717 је ознака објекта на координатама са ректансцензијом 1h 32m 30,0s и деклинацијом - 67° 32" 0'. Открио га је Делајл Стјуарт, 1899. године. Каснијим посматрањима на том положају није уочен никакав астрономски објекат.